# Station Fauske
Station Fauske  is een spoorwegstation in Fauske in fylke Nordland in Noorwegen. Het station was van 1958 tot 1962 het eindpunt van Nordlandsbanen.
Plannen om Nordlandsbanen door te trekken naar Bodø bestonden al in de jaren 20 van de twintigste eeuw. Door de economische crisis en de Tweede Wereldoorlog ontbrak het echter aan voldoende middelen. Het duurde daarom tot 1961 dat Bodø werd aangesloten op het Noorse spoorwegennet. Fauske werd in 1958 al bereikt. Er bestaan weinig concrete plannen om het spoor  van Nordlandsbanen door te trekken naar Tromsø. In die plannen zou dat vanaf Fauske moeten gebeuren.